# Turniej o Puchar Rybnickiego Okręgu Węglowego 1969
Puchar Rybnickiego Okręgu Węglowego 1969 – zawody żużlowe, mające na celu wyłonienie zwycięzcy turnieju o Puchar ROW. Zawody w 1969 roku wygrał Paweł Waloszek.

## Finał
- Rybnik, 1969
- Sędzia:

| Msc. | Zawodnik              | Klub           | Pkt |              |  |
| ---- | --------------------- | -------------- | --- | ------------ |  |
| 1    | Paweł Waloszek        | Świętochłowice | 14  | (3,2,3,3,3)  |  |
| 2    | Jerzy Gryt            | Rybnik         | 13  | (3,2,2,3,3)  |  |
| 3    | Henryk Glücklich      | Bydgoszcz      | 12  | (1,3,3,3,2)  |  |
| 4    | Stanisław Tkocz       | Rybnik         | 11  | (3,1,3,2,2)  |  |
| 5    | Stanisław Kasa        | Bydgoszcz      | 10  | (1,3,0,3,3)  |  |
| 6    | Jerzy Trzeszkowski    | Wrocław        | 8   | (2,3,1,1,1)  |  |
| 7    | Jerzy Szczakiel       | Opole          | 7   | (2,w,2,2,1)  |  |
| 8    | Antoni Fojcik         | Rybnik         | 7   | (2,1,0,2,2)  |  |
| 9    | Edmund Migoś          | Gorzów Wlkp.   | 6   | (2,1,3,u,d)  |  |
| 10   | Zdzisław Dobrucki     | Leszno         | 6   | (d,2,1,d,3)  |  |
| 11   | Piotr Bruzda          | Wrocław        | 6   | (1,d,1,2,2)  |  |
| 12   | Zygmunt Pytko         | Tarnów         | 4   | (d,3,w,d,1)  |  |
| 13   | Mieczysław Mendyka    | Zielona Góra   | 4   | (0,2,2,w,ns) |  |
| 14   | Stanisław Bombik      | Opole          | 4   | (1,d,2,1,0)  |  |
| 15   | Andrzej Wyglenda      | Rybnik         | 3   | (3,0)        |  |
| 16   | Andrzej Pogorzelski   | Gorzów Wlkp.   | 0   | (u)          |  |
|      | rez. Andrzej Tkocz    | Rybnik         |     | (0,0,1,1)    |  |
|      | rez. Antoni Masłowski | Rybnik         |     | (1,1,0)      |  |